# Campeones de Angor
Los Campeones de Angor (también llamados Justifiers y Meta Militia) son un grupo de superhéroes ficticios de DC Comics creado por Mike Friedrich y Dick Dillin, que parodian a los Vengadores de Marvel Comics.

## Historia
El grupo apareció por primera vez en el cómic "Justice League of America" #87, en donde se enfrentaron por un malentendido. El grupo estaba compuesto por Wandjina (Thor), la Hechicera Plateada (Bruja Escarlata), Blue Jay (Chaqueta Amarilla) y Jack B. Quick (Quicksilver).
El grupo volvió a ser utilizado en los 80, planteándose que su mundo habría sido destruido por la guerra nuclear. Solo Wandjina, Blue Jay y la Hechicera Plateada sobrevivieron, por lo que abandonaron su dimensión y se dirigieron a la Tierra de la dimensión de DC Comics, con el objetivo de destruir todas las armas nucleares del mundo para prevenir otra guerra nuclear. Esto los lleva a una confrontación con Bialya, la Unión Soviética, la Liga de la Justicia y la Brigada de los Rocket Red. Wandjina muere al impedir la explosión de una central nuclear, y sus compañeros se rinden a las autoridades soviéticas.
Wandjina, aunque está muerto, es utilizado como guardaespaldas por el líder de Bialya, quien controla su cadáver como un autómata. Blue Jay y la Hechicera Plateada escapan de un laboratorio ruso, y al recuperar sus poderes se separan: Blue Jay intenta reunirse con la Liga, y la Hechicera vuelve a su mundo. Allí se encuentra con más sobrevivientes: los extremistas. Estos villanos son los que habrían provocado el holocausto nuclear, y son Lord Caos (Dr. Doom, Dr. Diehard (Magneto), Rastreador (Sabretooth), Gorgon (Doctor Octopus) y Dreamslayer (Dormammu). Al encontrar a la Hechicera, le arrancan la información de cómo viajar a la Tierra de DC, y toman el control de todas las armas nucleares del mundo. Al derrotar a la Liga los envían a su propio mundo, en donde encuentran un parque de diversiones aún funcionando por estar construido por robots, dirigidos por Feria. Dicho parque es una combinación de Disneylandia y los parques de Arcade, y allí encuentran al creador del mismo, el Loco Mitch, que despierta tras un congelamiento criogénico (lo cual se corresponde con la leyenda urbana de que Walt Disney se habría congelado de dicha forma). En ese parque descubren que los Extremistas sí murieron durante la guerra nuclear, y que se enfrentaron a robots de una atracción de la feria que escaparon. Al regresar a la Tierra Mitch los desactiva, pero Dreamslayer resulta ser el auténtico y es derrotado por la Hechicera Plateada. 

## Otras versiones

### Lord Havok y los extremistas
En la serie Lord Havok and The Extremists (2007), aparecen nuevas versiones de los Campeones en Tierra-8. En esta historia, son parte de un grupo llamado Meta-Milicia con Tin Man como presidente de Angor y Americommando como vicepresidente.

### The New 52
En el primer número de la serie The Multiversity de Grant Morrison se presentan dos versiones de los Campeones de Angor. En el Multiverso DC después de su reinicio de The New 52, Tierra-7 y Tierra-8 son mundos hermanos.
Al comienzo de The Multiversity, un mal terrible llega a Tierra-7 y la destruye por completo, dejando a su único héroe como Thunderer, equivalente a Thor (cuya contraparte más cercana es Wundajin de Tierra-8).